# اوتی‌ها
اوتی‌ها (انگلیسی: Utians) مردمانی کوچ‌نشین و شتربان از اقوام ایرانی‌تبار باستانی ساکن غرب ایران بودند.
اوتی‌ها در درجه اول از طریق نوشته‌های مورخ یونان باستان، هرودوت، شناخته شده‌اند. هرودوت آنها را «پوستینه‌پوش با گیسوان بیرون از جامه» توصیف می‌کند.
اطلاعات مستقل کمی در مورد این مردم وجود دارد و تا حدودی مشخص نیست که هرودوت به چه کسی اشاره می‌کرد. او آنها را به عنوان بخشی از ساتراپی چهاردهم شاهنشاهی هخامنشی ایران توصیف می‌کند و می‌گویند که اوتی‌ها در این ساتراپی با مردمان دیگری به نام‌های ساگارتی، زرنکی، ثامانایی، میکائی و ساکنان بی‌نام جزایر دریای اریتره (دریای سرخ) شریک بودند.
هرودوت همچنین می‌گوید که اوتی‌ها در سپاه خشایارشا، تحت فرمان آرشام، پسر داریوش بزرگ، در طول دومین لشکرکشی ایرانیان به یونان در سال ۴۸۱ پیش از میلاد خدمت می‌کردند.
در سنگ‌نوشته بیستونِ داریوش بزرگ، سرزمینی در جنوب پارس به نام «واتیه» یا «یاتیه» توصیف شده است. برخی از محققان پیشنهاد کرده‌اند که این سرزمین ممکن است همان سرزمین مردمی باشد که هرودوت آنها را «اوتی» می‌نامید.
به‌طور کلی باور بر این است که اوتی‌ها در جنوب کرمان در نزدیکی مرز آن ناحیه با گدروزی (بلوچستان) پراکنده بوده‌اند. برخی دیگر از پژوهندگان، به ویژه یوزف مارکوارت، پیشنهاد کرده‌اند که هرودوت منابع خود را اشتباه گرفته است و در واقع در مورد گروهی از مردم ارمنی از تبار اوتیک، یا ویتی‌ها، احتمالاً اجداد مردم اودی صحبت می‌کرد. برخی دیگر از محققان مانند آملی کورت پیشنهاد کرده‌اند که اوتی‌ها با اوکسی‌ها یکسان هستند.